# Lamprodila sarrauti
Lamprodila sarrauti es una especie de escarabajo del género Lamprodila, familia Buprestidae. Fue descrita científicamente por Bourgoin en 1922.
Se distribuye por Tailandia. La especie se mantiene activa durante en el mes de mayo. Es de color rojo cobrizo con negro y dorado, brillante, con manchas a lo largo del cuerpo.